# Église Sainte-Madeleine d'Albi
Pour les articles homonymes, voir Église Sainte-Madeleine.
L'église Sainte-Madeleine d'Albi, également appelée église de la Madeleine, est une église de l'archidiocèse d'Albi. Elle est située dans le département du Tarn, en France, à 500 mètres au nord de la cathédrale Sainte-Cécile d'Albi, sur la rive droite du Tarn, dans le quartier de la Madeleine. Elle est comprise dans la zone tampon (secteur sauvegardé) de la cité épiscopale d'Albi.

## Histoire
L'église de la Madeleine a été construite entre 1848 et 1851, à l'emplacement de l'ancienne chapelle du couvent des Capucins, par l'architecte toulousain Julien Rivet. Elle est une imitation de l'église de la Madeleine de Paris terminée en 1842 et dont les plans dataient de 1810. Cela explique son style encore très classique alors que le néogothique s'imposait dans la deuxième moitié du XIXe siècle.
L'intérieur de l'église est resté intégralement blanc jusqu'en 1860, sans peintures murales ni vitraux. Sous l'égide du curé Michaud, des travaux d'embellissement sont réalisés à partir de 1860.
La décoration intérieure a été conçue principalement par Alexandre Denuelle en 1861. On lui doit notamment la peinture de la voûte, des colonnes en faux marbre et les dorures des chapiteaux. La fresque du chœur et les médaillons de la voûte de la nef sont de Romain Cazes, les vitraux du toulousain Louis-Victor Gesta. Ceux du côté ouest ont été entièrement détruit en 2007 lors d'un orage de grêle. Ils ont été restaurés à l'identique par l'atelier Fleury de Toulouse.
Le carillon est issu de la fonderie JB Poucel.
La premiere chapelle de gauche est dédiée au Monument aux morts d la paroisse, la premier chapelle de droite est dédiée Saint Jean-Baptiste et montre une statue en bois du XVIIe siècle inscrite au monuments historiques).

## Galerie

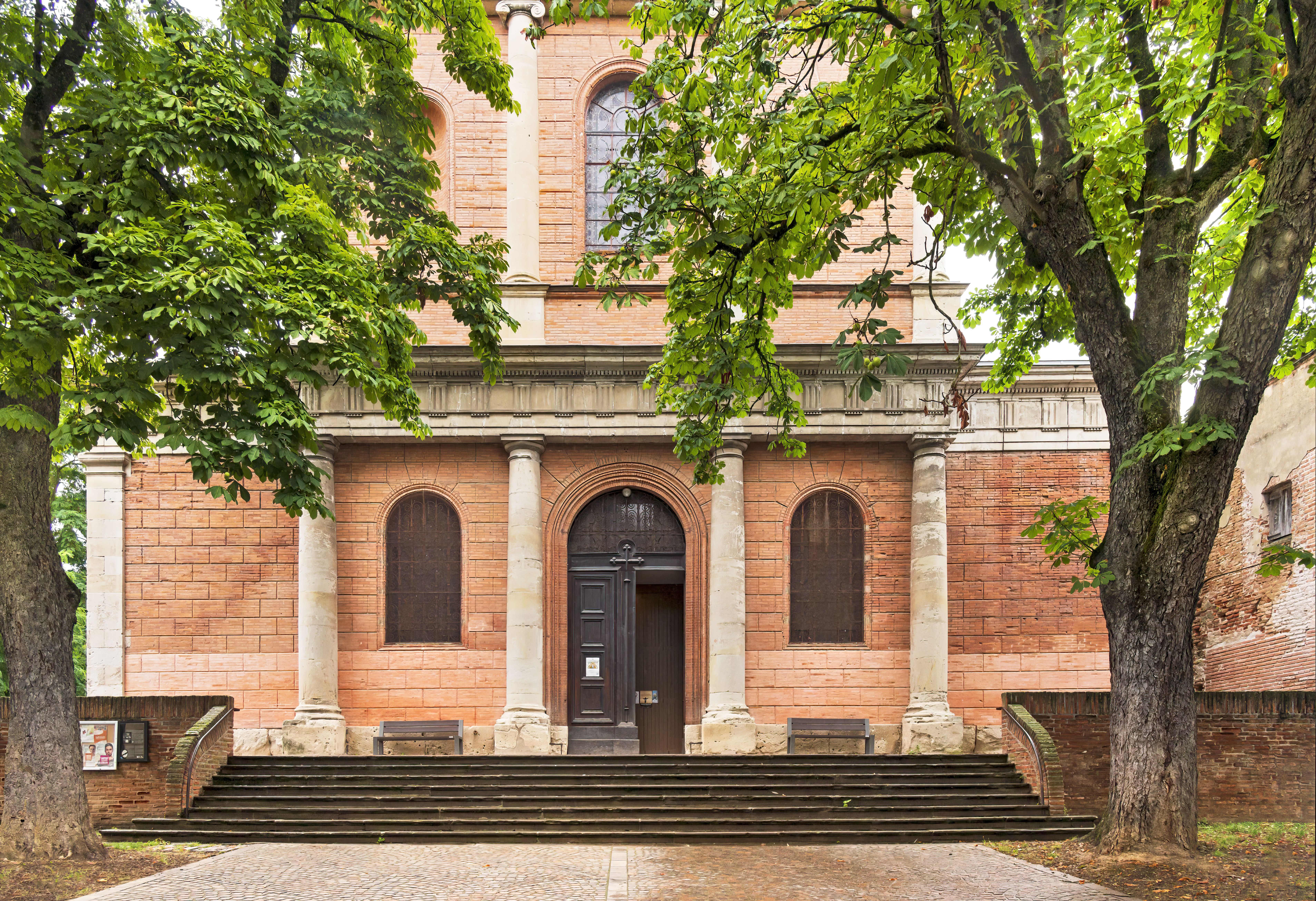
Entrée de l'église Sainte-Marie-Madeleine
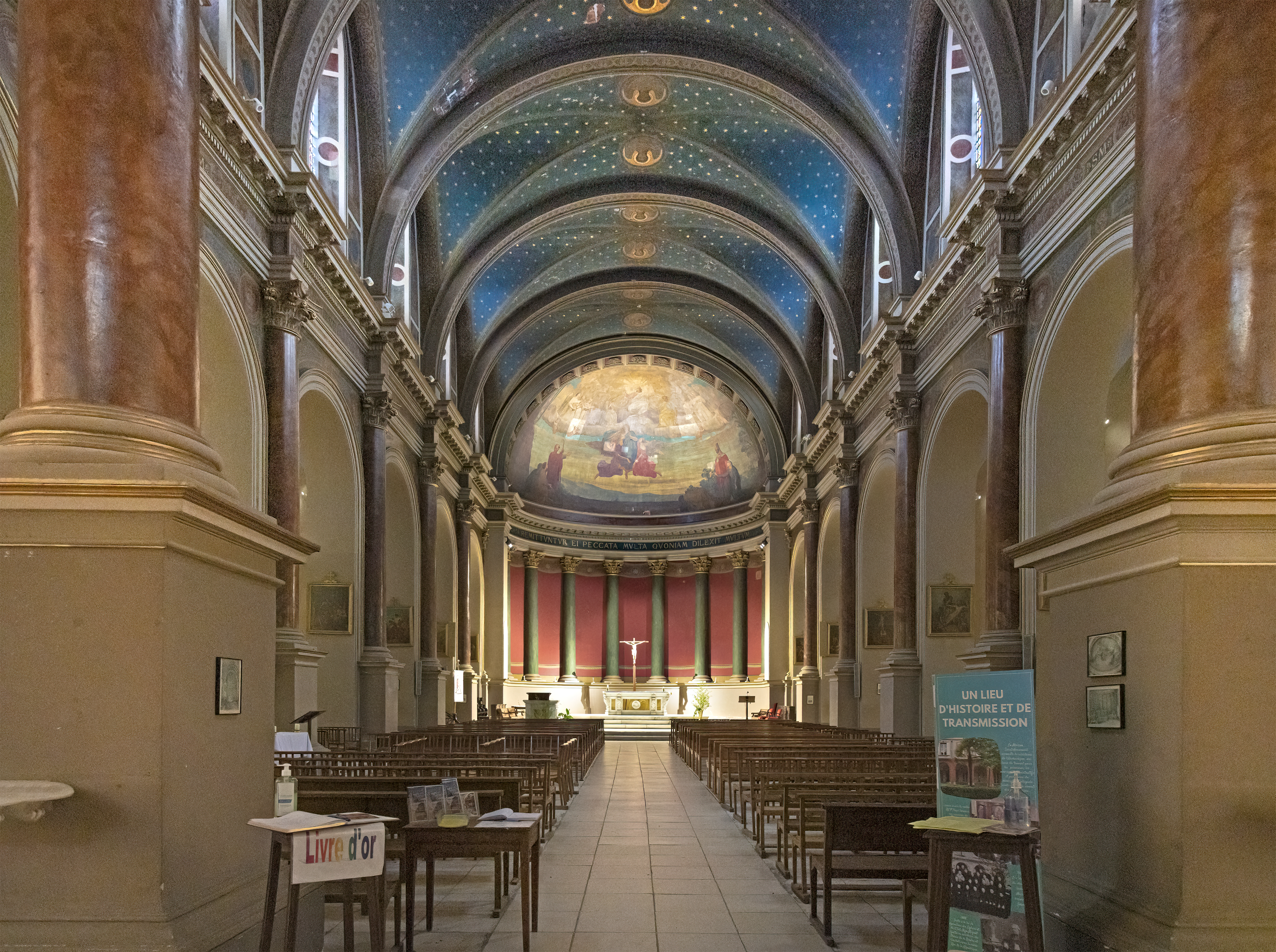
La nef et le chœur
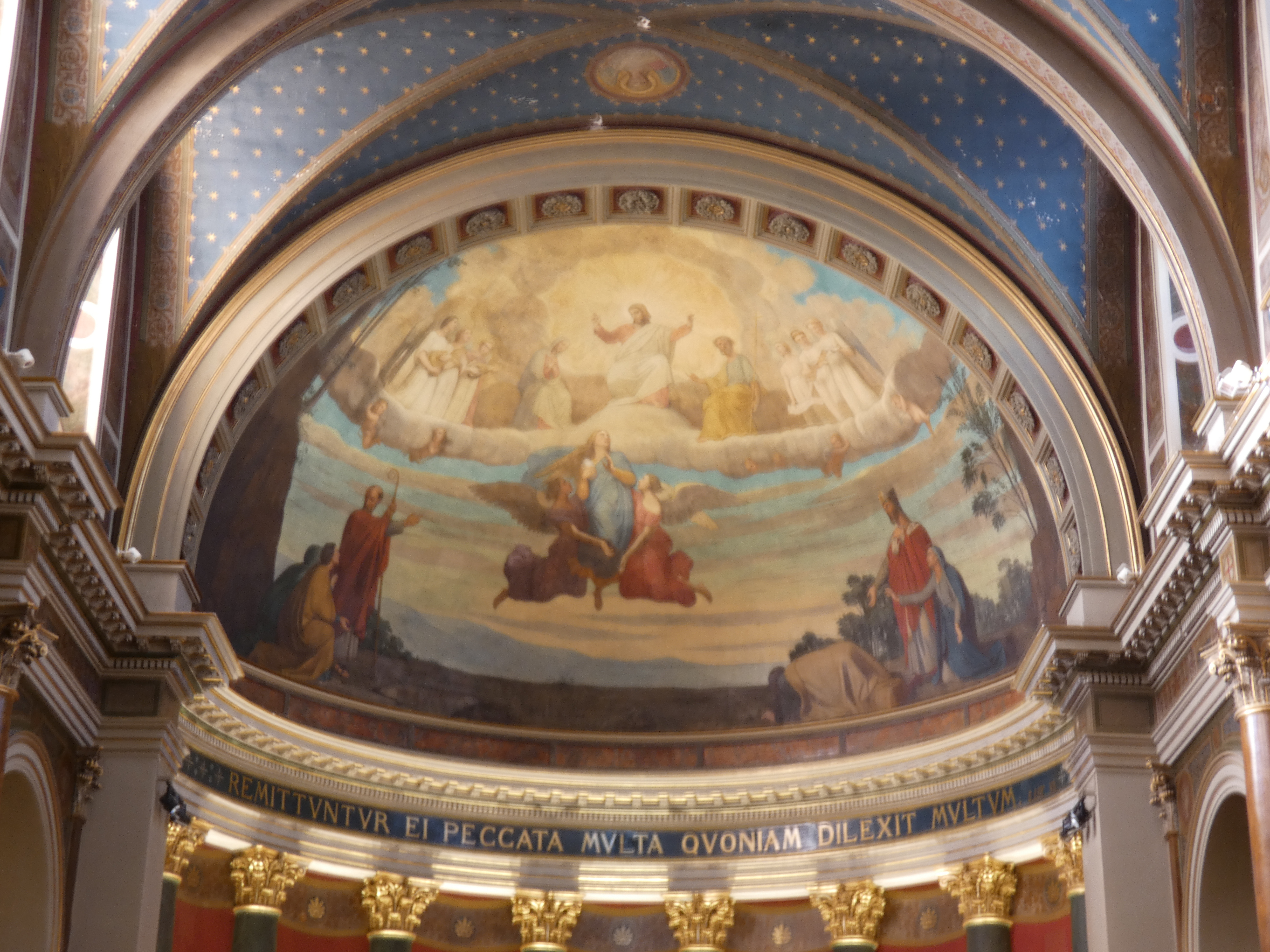
La fresque du chœur, par Romain Cazes (1861)
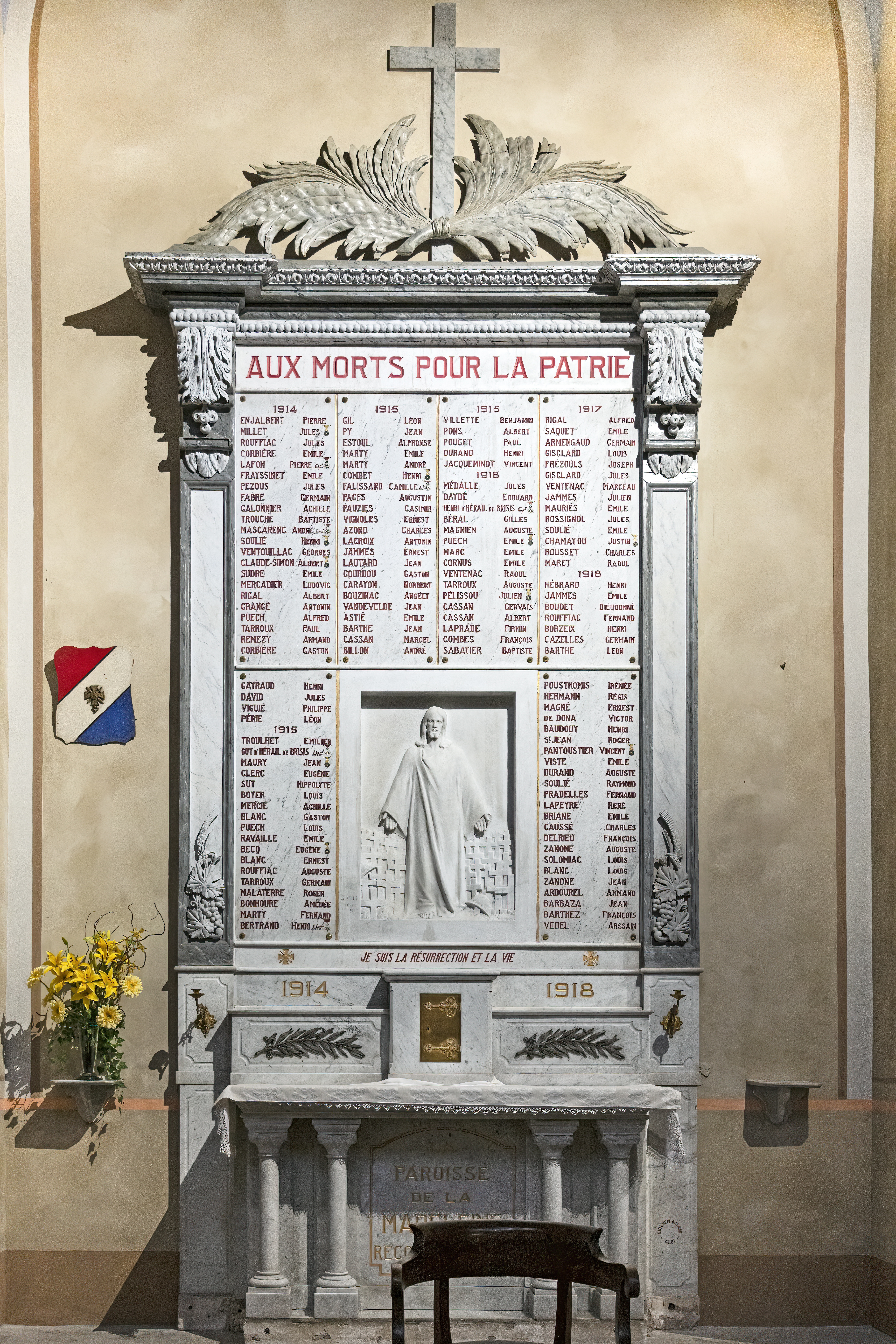
Chapelle du monument aux morts de la paroisse
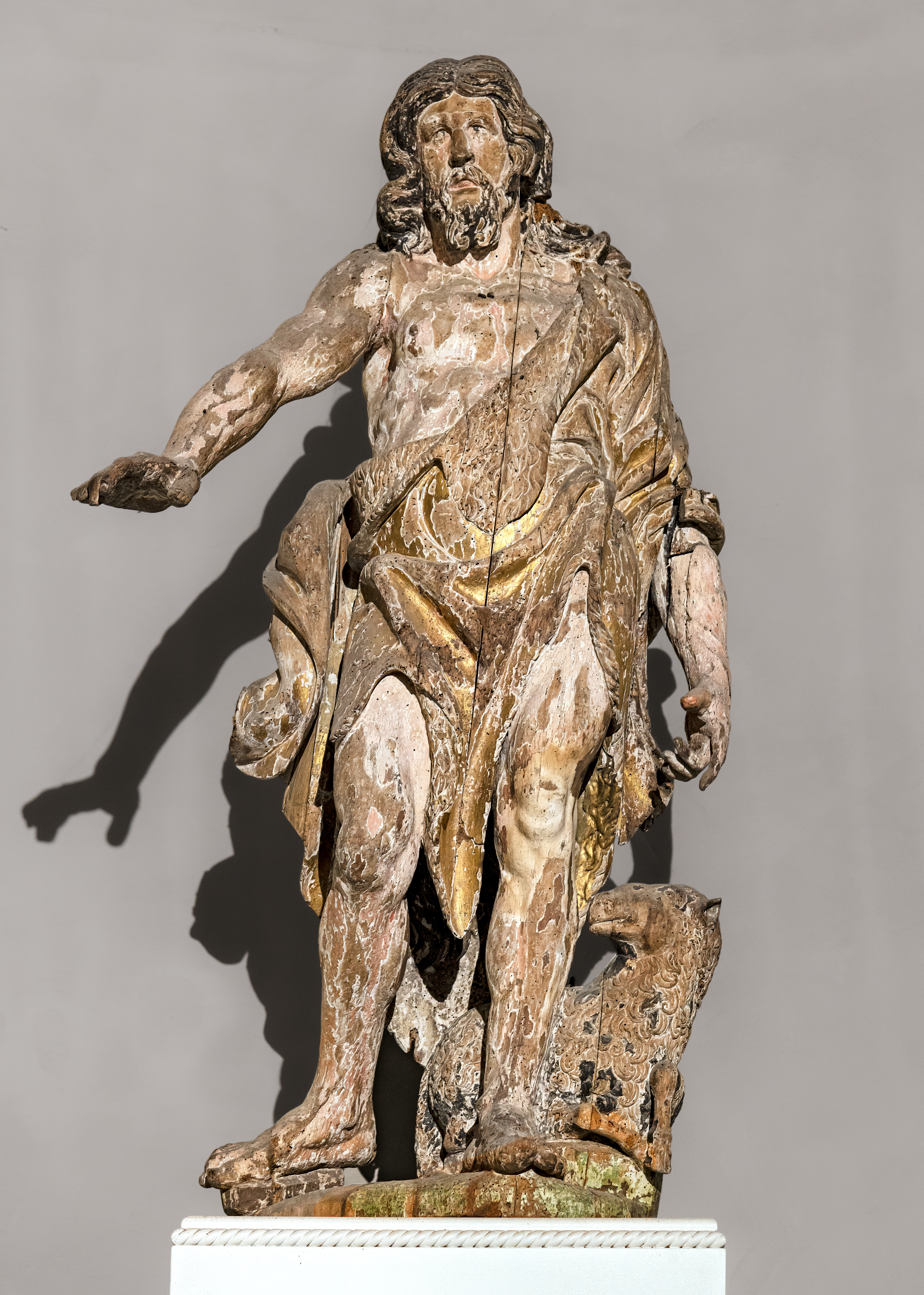
Statue de Saint Jean-Baptiste
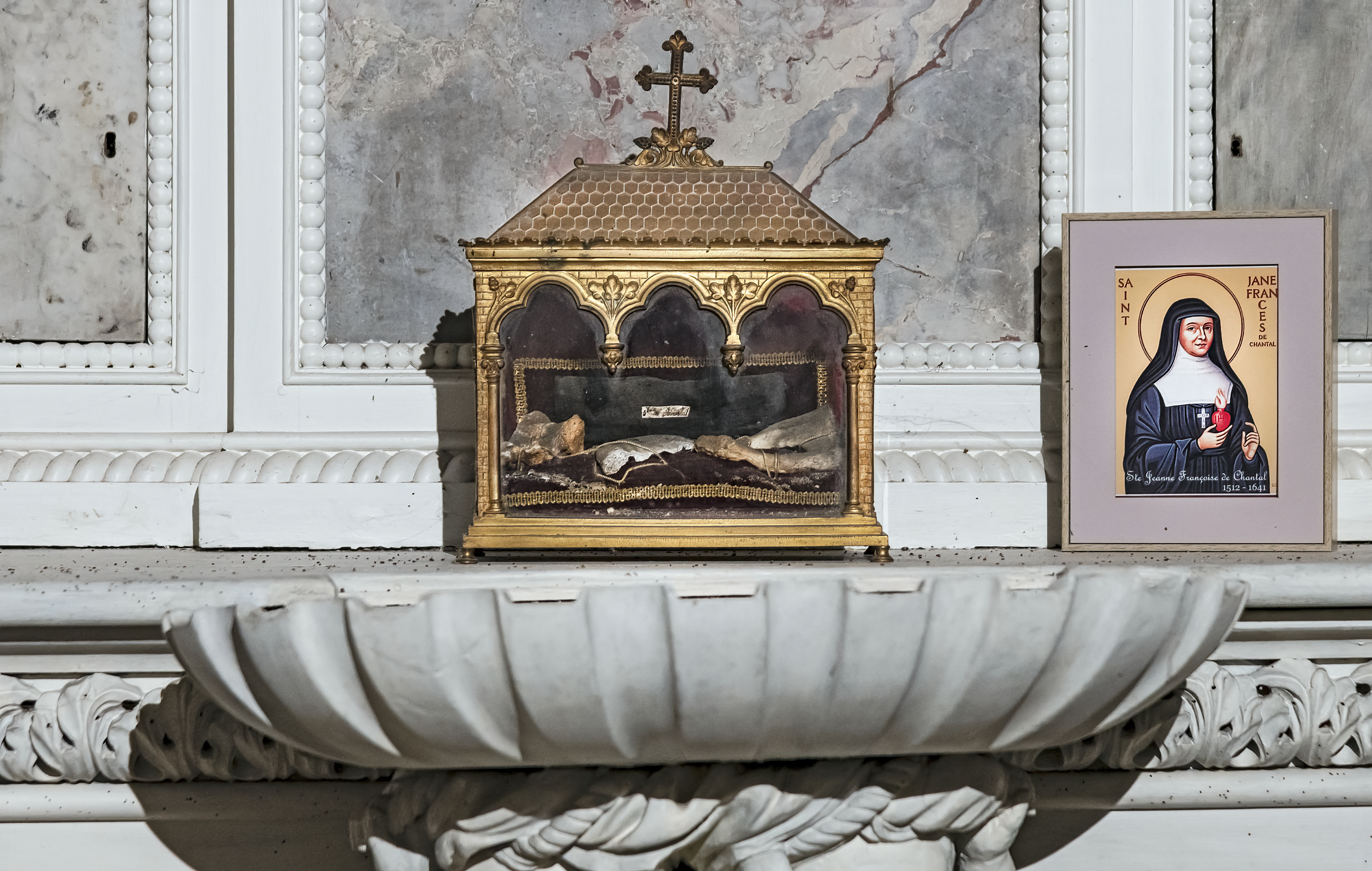
Reliquaire de Sainte Jeanne  de Chantal

## Structure et dimensions
La nef de l'église est formée d'un vaisseau central et de deux bas-côtés.
Dimensions :
- Longueur du vaisseau : 46 mètres ;
- Largeur : 22 mètres ;
- Hauteur de la voûte : 17 mètres ;
- Hauteur de la tour : 46 mètres.

La fresque de l'abside représente l'entrée de sainte Madeleine dans les cieux.

## L'orgue de tribune
L'orgue de tribune (classé aux Monuments historiques depuis 2007).) a été construit en 1887 par le facteur d'orgues Eugène Puget de l'atelier toulousain Théodore Puget & Fils. À l'origine, disposant de 15 jeux, sept jeux (dont les quatre de pédale) ont été rajoutés en 1898 par Jean-Baptiste Puget, (frère et successeur d'Eugène Puget), en conformité avec le projet initial. L'instrument n'a subi aucune modification depuis. Le buffet, en pin taillé et peint (faux bois), est en deux corps reliés par un buffet supérieur factice. La console, en fenêtre latérale, comporte deux claviers manuels (grand orgue : 10 jeux ; récit expressif : 8 jeux) et un pédalier droit à l'allemande (4 jeux), soit 22 jeux au total.
L'église abrite également un harmonium Debain, offert par des bienfaiteurs en 1864.

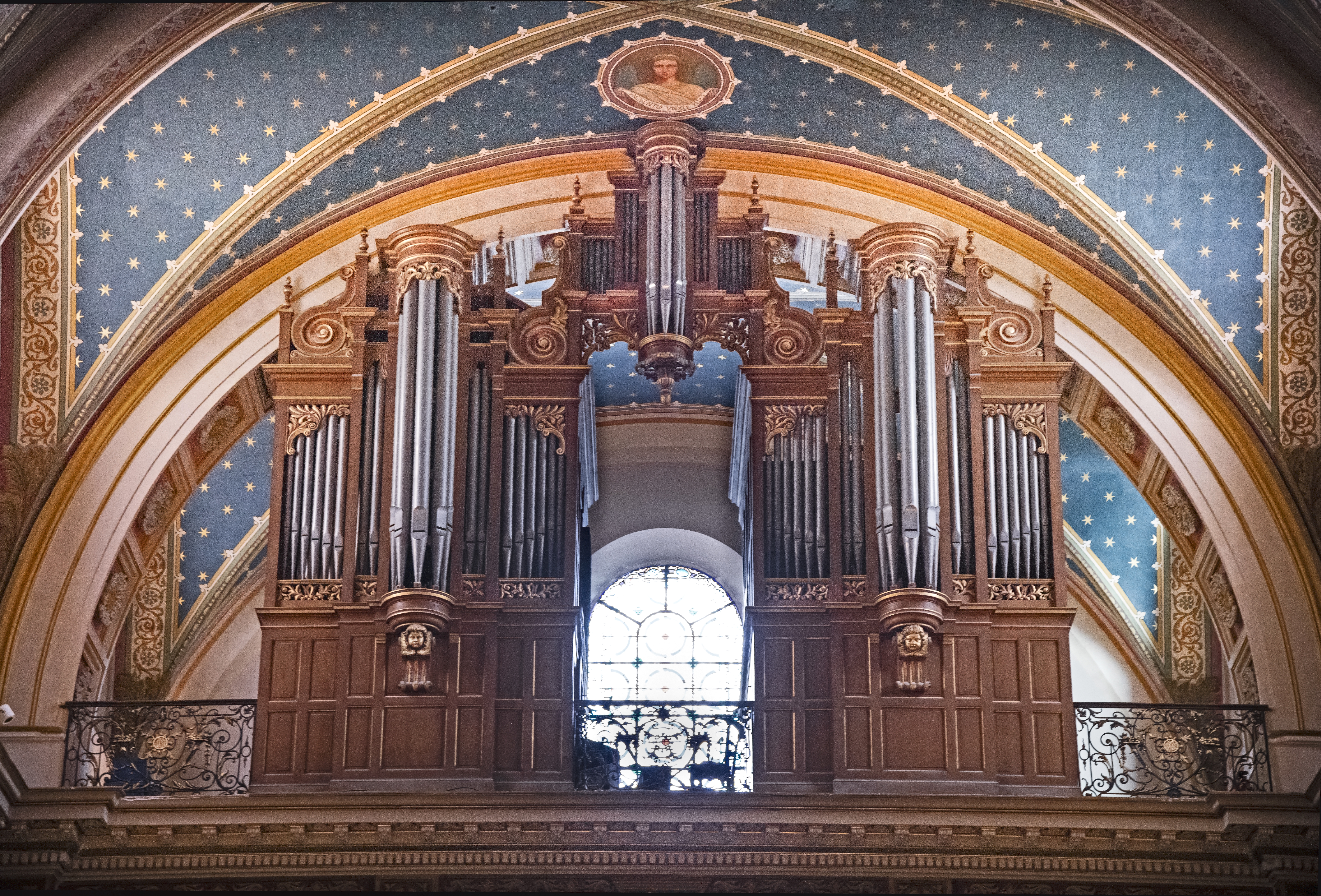
Orgue de tribune par La famille Puget